# Lepidoceras peruvianum
Lepidoceras peruvianum är en sandelträdsväxtart som beskrevs av J. Kuijt. Lepidoceras peruvianum ingår i släktet Lepidoceras och familjen sandelträdsväxter. Inga underarter finns listade i Catalogue of Life.